# Otto Siebenbürger
Otto Gustav Alexander Siebenbürger (ur. 16 kwietnia 1849 w  Höckenberg, powiat Regenwalde; zm. 7 stycznia 1936 w Kolbergu) był właścicielem ziemskim i posłem niemieckiego Reichstagu. Odznaczony Orderem Czerwonego Orła czwartej klasy.

## Życiorys
Siebenbürger uczęszczał do gimnazjum w Greifenbergu oraz do szkół kadetów w Poczdamie i Berlinie. W 1866 roku dołączył do 54. Pułku Piechoty jako chorąży, walczył w wojnie z Austrią (bitwa pod Gitschin i bitwa pod Königgrätz) i został awansowany na oficera we wrześniu 1866 roku za wyróżnienie w walce z wrogiem. W 1870 roku brał udział w wojnie z Francją (bitwa pod Gravelotte i bitwa pod Champigny oraz oblężenie Paryża). Został ranny pod Gravelotte, a później podczas marszu do Jury.
W grudniu 1872 roku zrezygnował ze stanowiska porucznika, aby przejąć majątek ojca Höckenberg w powiecie Regenwalde na Pomorzu. Od 1893 roku był dzierżawcą majątku Haseleu, a od 1909 roku majątku Mellen, a także właścicielem majątku Bukowin w powiecie Lauenburg. Aż do sprzedaży majątku Höckenberg we wrześniu 1906 roku przez wiele lat pełnił funkcję administratora powiatu, rejestratora, członka rady powiatu i zastępcy regionalnego, a także przewodniczącego stowarzyszenia rolniczego w powiecie Regenwalde. Był również członkiem rady nadzorczej Towarzystwa Ubezpieczeń Ognia i Gradu w Greifswaldzie. Został odznaczony Krzyżem Żelaznym II klasy, Orderem Czerwonego Orła IV klasy, medalami pamiątkowymi z 1866 roku i 1870/71 roku oraz Medalem Stulecia.
W latach 1907–1918 był posłem do Reichstagu z okręgu wyborczego Szczecin 6 (Naugard, Regenwalde) i członkiem Niemieckiej Partii Konserwatywnej,.